# Austrocidaria venustatis
Austrocidaria venustatis är en fjärilsart som först beskrevs av John Tenison Salmon 1946.  Austrocidaria venustatis ingår i släktet Austrocidaria och familjen mätare. Inga underarter finns listade i Catalogue of Life.